# Don Gais
Don Gais (* 9. September 1919 in Niagara Falls, New York; † 9. Oktober 1996 in Lewiston, New York) war ein US-amerikanischer Jazzpianist und Sänger, der lange Jahre in Europa arbeitete.

## Leben
Gais hatte während der Ableistung seines Militärdienstes Gelegenheit zu ersten Auftritten als Pianist; nach seiner Entlassung aus der Armee arbeitete er in der Musikszene von Buffalo u. a. mit Charlie Wallace, C. Q. Price und Pete Suggs. 1947 holte ihn Rex Stewart in sein Orchester, mit dem erste Aufnahmen entstanden und Gais auch auf Europatournee ging. Er ließ sich nach Ende der Tour zunächst in Kopenhagen nieder; dort spielte er 1949 im Trio mit Helge Jacobsen (Gitarre) und Thrond Svennevig (Bass) zwei Titel für das Label Tono ein, darunter eine Coverversion von On the Sunny Side of the Street. Es folgten weitere Plattenaufnahmen mit dem Vokalquartett Three Reinerts and Susie.
In Basel nahm er im Januar 1950 in Triobesetzung mit Simon Brehm und Alf Johnsson bzw. im August mit Georges Schaller und Wallace Bishop für Austroton auf. Während der 1950er Jahre tourte er häufig durch Europa;  Ende der 1950er Jahre trat er vor allem in der Clubszene von Basel auf; dort nahm er 1958 mit Paul Girard (Bass) und Pierre Favre das Album Jazz at the Atlantis Nr. 1 ein. 1969 trat er im Frankfurter Plaza Hotel auf.